# The Longest Journey: Najdłuższa podróż
The Longest Journey: Najdłuższa podróż (no: Den lengste reisen) – komputerowa gra przygodowa typu wskaż i kliknij, wydana na platformę Microsoft Windows przez norweską firmę Funcom w 1999 roku. Sukces produkcji sprawił, że wkrótce dystrybucja rozszerzyła się na kraje Europy i Ameryki Północnej. W 2004 roku strona Adventure Gamers umieściła ją na jedenastym miejscu na liście 20 gier przygodowych wszech czasów. Pierwotnie gra została napisana w języku angielskim, jednakże angielska wersja nie była pierwszym wydaniem.
Gra składa się z 13 rozdziałów oraz prologu i epilogu. Postaci w grze są w pełni trójwymiarowe, zaś tła są dwuwymiarowymi teksturami. Co pewien czas, rozgrywka jest przerywana prerenderowanymi filmami, które łącznie trwają ponad 20 minut.
W kwietniu 2006 roku został wydany sequel: Dreamfall: The Longest Journey, a 21 października 2014 roku ukazał się pierwszy odcinek gry Dreamfall Chapters ufundowanej w serwisie Kickstarter.

## Fabuła
Grę osadzono w rzeczywistości, w której Ziemia przed tysiącami lat została podzielona na dwa równoległe światy – magiczną Arkadię i technologiczny Stark. Historia rozpoczyna się w roku 2099. Główną bohaterką jest osiemnastoletnia April Ryan, studentka Akademii Sztuk Pięknych w Newport w USA, którą od dłuższego czasu nękają bardzo plastyczne koszmary. Wkrótce dziewczyna odkrywa istnienie bliźniaczej Arkadii i zostaje postawiona przed trudnym wyborem w obliczu zbliżającej się zagłady obu światów. Może zignorować nowo nabytą wiedzę, lub podjąć najdłuższą podróż swojego życia.

## Postacie
The Longest Journey posiada gamę ponad 50 różnych postaci, które gracz będzie miał okazję poznać i wejść z nimi w interakcję. Sama April Ryan, według założeń twórców, jest bohaterką niezwykle „żywą”, ze szczegółową charakterystyką i ciekawie skomponowaną przeszłością. Zarówno osobisty dziennik dziewczyny, jak i rozmowy poboczne, niezwiązane z główną fabułą gry, pozwalają na dogłębniejsze poznanie Najdłuższej podróży, w której większość bohaterów posiada własną osobowość i krótką, interesującą historię.

## Bliźniacze światy

### Stark
Stark to świat nauki i logiki. Kraina siostra Arkadii, lecz także jej całkowite przeciwieństwo, rządzone przez bezwzględne prawa fizyki i matematycznych wyliczeń. Właśnie w Stark rozpoczyna się historia The Longest Journey, poznawana oczami osiemnastoletniej April Ryan, zamieszkująca Newport w USA.
- Newport – Jedno z największych miast na Ziemi, mieszczące się w USA. Jest tyle niebezpieczne, co atrakcyjne. April ma okazję poznać jego zarówno złą, jak i dobrą stronę. Zwiedzić dzielnice biedoty i bogaczy.
- Mała Wenecja – Przez mieszkańców nazywana „pępkiem świata”, lub „wioską skazańców”. Niegdyś była to dzielnica przemysłowa, jednak po zamknięciu większości fabryk i otwarciu Akademii Sztuk Pięknych, u progu XX wieku, przez Mery Sam – działaczkę, którą zamordowali najemnicy Korporacji – stała się atrakcyjnym miejscem dla wielu młodych ludzi i została przebudowana na miastecko akademickie. Mimo iż stanowi część miasta-molocha Newport, to sprawia wrażenie, jakby było odrębną jednostką[6]. Znajduje się tutaj wiele, wciąż czynnych kanałów, stąd nazwa „Mała Wenecja”.
- Dom Graniczny – Dom studencki, osadzony w Małej Wenecji, w którym mieszka April Ryan. Podobnie jak większość tamtejszych budynków, był kiedyś fabryką. Właścicielkami są angielka Fiona i jej partnerka Mickey, których pragnieniem było stworzyć miejsce, które biedni studenci, mogliby nazwać domem[6]. Genezę nazwy, tłumaczy Fiona, w rozdziale „Półcień”. Według kobiety, „Dom Graniczny” mieści się na granicy „dwóch światów”: nowoczesnego Newport i należącej pod ASP Małej Wenecji.
- Fringe Cafe – Kawiarnia studencka w Małej Wenecji, w której pracują April oraz jej przyjaciele. Jest to główne miejsce spotkań młodzieży akademickiej.

### Arkadia
Arkadia to fantastyczna kraina, gdzie magia i starożytne tajemnice należą do codzienności jej mieszkańców, a nauka nie ma prawa, ani możliwości rozwinąć się na takim samym poziomie jak w Stark.
Mimo iż w Arkadii każdy lud posiada własny dialekt, to istnieje też magiczny język zwany Naven, czyli „wspólnomowa”. Aby rozbudzić w sobie jej znajomość, wystarczy posłuchać jak ktoś inny się nią posługuje.
Wewnątrz świata Arkadii znajdują się poszczególne królestwa, które pośrednio, lub bezpośrednio poznajemy w trakcie Najdłuższej podróży. Do najważniejszych należą: Ayrede, Ziema Tyrenów, Ge’en, Bakshe’va i Corsan.

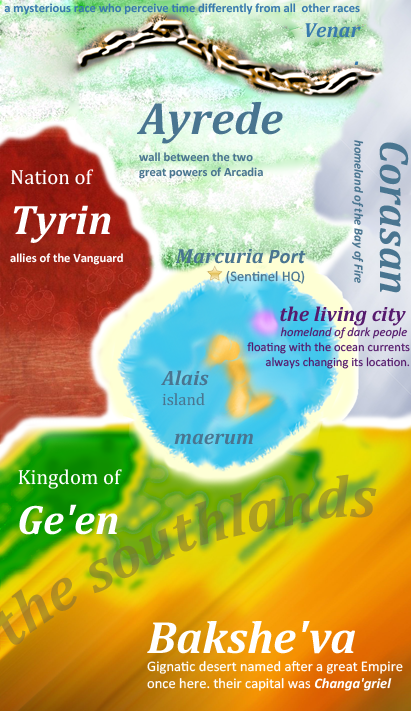
Mapa Arkadii

Ayrede, to zjednoczony kraj, z prosperującym portowym miastem Marcurią, który rozciąga się od Równin Nehrah na północy i ciągnie aż do Wielkiego Morza na południu.
Na północ Ayrede, za Górami Granicznymi, żyją Venarowie – tajemniczy lud, który czas postrzega w niezrozumiały dla ludzi sposób, dlatego też ich kontakt z innymi krajami jest niemal znikomy. Mieszkańcy Ayrede nazywają te ziemie po prostu Północnymi Krainami.
Na zachód od Ayrede żyje nacja Tyrenów, sojusznicy Awangardy i wróg Zjednoczonego Królestwa.
Na wschód Ayrede leży Corasan, które jest ojczyzną Zatoki Ognia. Ayrede stanowi, więc ścianę oddzielającą dwie potęgi Arkadii.
Na południu, po drugiej stronie Morza Pieśni, znajdują się Południowe krainy, a w nich leży ogromna pustynia zwana Bakshe'va. Jej nazwa wywodzi się od wspaniałego imperium ze stolicą Changa'griel, które kiedyś się tam znajdowało.
Na dnie Morza Pieśni, blisko Królestwa Ge’en, (które znajduje się na zachód od kraju Tyrenów), żyją syreny zwane Maerum. W ich pobliżu leży wyspa Alezja, na której osiedlili się dalecy kuzyni Maurem – latający Alatieni, oraz plemię Stickmen.
Gdzieś w morzach Arkadii swoje miejsce posiadają również tajemniczy Ludzie Mroku, których żywe miasto płynie wraz z prądem oceanicznym zmieniając stale swoje położenie.

## O grze
GameSpot określił The Longest Journey mianem „jednej z najlepszych gier przygodowych roku” ceniąc w niej złożoność i ciekawą historię. Według twórcy, Ragnara Tørnquista, sekretem sukcesu jest to, że miała to być początkowo gra platformowa. Prace rozpoczęto w 1996 roku, bazując na niewielkim nakładzie ludzkim, w stosunku do zaawansowania projektu. Pojawiające się więc problemy miały głównie charakter techniczny, a cała historia nie uległa większym zmianom, co prowadziło do opóźnień. Pierwotnie bowiem przewidywano, że prace potrwają około osiemnastu miesięcy. Główne zagrożenie dla projektu stanowił też budżet, który zdecydowanie przekroczono.
Głównym celem zespołu było stworzenie dojrzałej, wyjątkowej opowieści, z postaciami, z którymi gracz mógłby się utożsamiać. Przy pisaniu scenariusza Rangar Tornquist inspirował się pracami takich autorów jak Neil Gaiman, Joss Whedon, czy Jane Jensen, natomiast autorytetami dla gatunku gier przygodowych były firmy LucasArts i Sierra. Ostatecznie, choć sam pomysł nie był rewolucyjny, to wcześniejsze gry nie posiadły podobnego The Longest Journey klimatu.

## Technikalia
Grafika w grze jest dokładnie wykonana, a połączenie postaci trójwymiarowych z dwuwymiarowym tłem jest częstym zabiegiem wykonywanym przez twórców gier tego typu, np. Syberii.
W polskiej wersji językowej udział wzięły gwiazdy polskiego ekranu, m.in. Edyta Olszówka w roli April, Jarosław Boberek czy Grażyna Wolszczak. Gra wzbudziła spore kontrowersje z powodu niecenzuralnego języka – stąd ograniczenie wiekowe: M (Mature) według ESRB oraz – zależnie od wydania – 12+ lub 16+ według PEGI. Gra posiada własne silniki: graficzny "Randy" i dźwiękowy "Sandy". Przejście całej gry zajmuje średnio ponad 40 godzin.

## Marketing i dystrybucja
The Longest Journey było wyjątkowo czasochłonnym projektem jak na czasy, w których powstawał. Po wydaniu go w krajach skandynawskich pojawiły się liczne opóźnienia w dystrybucji na resztę świata. Główny problem polegał na znalezieniu wydawców, zwłaszcza w Ameryce Północnej, gdzie nikt nie wierzył w powodzenie przedsięwzięcia związanego z grą przygodową. Miało to jednak swoje dobre strony, gdyż zespół zyskał czas na dopracowanie gry. Dodano nowe dialogi i animacje. Gra szybko zyskała status kultowej. Spopularyzowała się zwłaszcza w Europie. W połowie 2002 roku sprzedano w sumie 450 000 kopii.

## Soundtrack
Oryginalny soundtrack skomponowali Bjrn Arve Lagim i Tor Linlkken.
Został on udostępniony w dwóch wersjach. Pierwsza w oficjalnej publikacji internetowej na serwerze FTP Funcom, zawierającej 36 utworów, które w sumie stanowią 72 minuty muzyki oraz wydanie CD do nabycia z magazynu Funcom, lecz uszczuplone o sześć utworów. Druga wersja pojawiła się na wydaniu płytowym, gdzie znajduje się jednak utwór niedostępny na stronie internetowej, zmienione są też nazwy i kolejność utworów.
| lp. | Lista CD                            | czas   |
| --- | ----------------------------------- | ------ |
| 1   | "Main Menu"                         | 2gol1  |
| 2   | "Prologue"                          | 1:38   |
| 3   | "Main Titles"                       | 2:57   |
| 4   | "Venice"                            | 1gol2  |
| 5   | "The First Shift"                   | 0:56   |
| 6   | "Marcuria and the Northlands"       | 4:27   |
| 7   | "The Gribbler"                      | 1gol1  |
| 8   | "The Subway and Hope Street"        | 0:50   |
| 9   | "The Great Library"                 | 0:33   |
| 10  | "Reading Music"                     | 1:39   |
| 11  | "The Gargoyle and the Labyrinth"    | 2:47   |
| 12  | "The Storm and the Sea"             | 2gol8  |
| 13  | "Alais"                             | 1:41   |
| 14  | "Inside the Alatien City"           | 0:51   |
| 15  | "The Deep and the Old God"          | 1:43   |
| 16  | "The House of All Worlds"           | 0:41   |
| 17  | "Jacob MacAllen"                    | 2:29   |
| 18  | "Death and Rebirth"                 | 0:47   |
| 19  | "Danger"                            | 1:32   |
| 20  | "Into the Wormhole"                 | 1:29   |
| 21  | "Desolation and the Well of Making" | 0:42   |
| 22  | "The Ghost House"                   | 1:35   |
| 23  | "The Tower"                         | 1:41   |
| 24  | "Epilogue"                          | 1:44   |
| 25  | "End Credits"                       | 3:26   |
| 26  | "The Longest Journey Suite"         | 12gol5 |
| 27  | "Dragon"                            | 5gol6  |
| 28  | "Eagle"                             | 3:32   |
| 29  | "Dolphin"                           | 6:37   |
| 30  | "Unicorn"                           | 7:34   |

## Wydanie specjalne
27 stycznia 2006 roku wydano niemiecką edycję specjalną The Longest Journey z okazji publikacji sequela Dreamfall: The Longest Journey. Było to możliwe dzięki pieniężnemu wsparciu dtp entertainment ówcześnie ANAKONDA. Edycję tę wydano na pojedynczym DVD i została usprawniona, by była kompatybilna z Windows XP. Poprawiono modele postaci, ogólną grafikę i wprowadzono antyaliasing. Dodano także solucję gry, trailer Dreamfall oraz tapetę na pulpit.

## Polski dubbing
- Edyta Olszówka – April Ryan
- Jarosław Boberek – Kruk, Zack, Policjant z Grendel Avenue
- Krzysztof Gosztyła – Cortez
- Rafał Królikowski – Charlie
- Agata Piotrowska – Emma, młoda Alatienka
- Stanisław Brudny – Minstrum Yerin, Sęczak, Stary Banda
- Jacek Braciak – Warren Hughes, Roper Klacks, Marcus, Majtek
- Ewa Telega – Sierżant, Mama, Żerlica
- Grzegorz Wons – Burns Flipper, Lorhan
- Kinga Ilgner – Sa’ena (alatieńskie dziecko), Mickey
- Włodzimierz Press – Gordon Halloway, Chłopak
- Maciej Wojdyła – Brian Westhouse (Człowiek Na Kołach)
- Grażyna Wolszczak – Fiona, Tun Luiec
- Andrzej Mastalerz – Adrian, Isam (alatieński strażnik), Recepcjonista Gerold Rosenberg
- Monika Świtaj – Oberżystka Benrime Salmin, Reporterka Lucinda Cartyle, Przedstawicielka kolonii, Dziewczyna
- Mieczysław Gajda – Sprzedawca map
- Andrzej Gawroński – Sierżant Frank Minelli, Stanley, Umber Ianos, Drzewiak
- Elżbieta Kijowska-Rozen – Biała Smoczyca, Królowa Maerum, Bezpłatny Informacyjny Terminal
- Aleksandra Koncewicz – Lady Alvane, Gawędziarka
- Andrzej Kozioł – Q’aman, Alatieński strażnik zamkowy
- Julian Mere – Vestrum Tobias Grensret, Pradawny Smok, Duch Drzewa
- Józef Mika – Ben-Bandu, Bandu-Uta, George (chudy monter)
- Marek Obertyn – Kapitan Horatio Nebevay, Freddie Melon, Tata April, Policjant przy windzie
- Andrzej Precigs – Jacob McAllen, Gracz w trzy kubki, Policjant aktor, Duch Charliego, Strażnicy na stacji kosmicznej
- Marek Prusakiewicz – Emisariusz Ludzi Mroku, Policjant gej, Wierzbiak
- Krzysztof Strużycki – Abnaxus, Gruby monter
- Andrzej Tomecki – Ojciec Raul, Stary Alatien, Agent Awangardy